# جورج الكسندر (لاعب كريكت أسترالي)
جورج الكسندر (22 أبريل 1851 في المملكة المتحدة - 6 نوفمبر 1930) (بالإنجليزية: George Alexander)‏ هو لاعب كريكت أسترالي. شارك مع منتخب أستراليا الوطني للكريكت.

## وصلات خارجية
- جورج الكسندر على موقع إي آس بي آن كريك إنفو (الإنجليزية)